# Antička umjetnost
Antička umjetnost termin je koji se koristi za označavanje sveukupnog likovnoumjetničkog, književnog, glazbenog i scenskog stvaranja u vremenskom rasponu od 1100. pr. Kr. do 600. godine tijekom trajanja dvije najveće starovjekovne europske civilizacije - grčke i rimske.
Antičku umjetnost obilježavaju:
1. dugi periodi dominacije jednog književnog ili likovnoumjetničkog stila (u umjetnosti geometrijski stil 1100. – 700. pr. Kr., orijentalni stil 725. – 650. pr. Kr., arhajski stil 600. – 480. pr. Kr., klasični stil 480. – 300. pr. Kr. i sl.)
2. usvajanje realističkih metoda koje se u umjetnosti manifestiraju pojavom slika, kipova i reljefa rađenih po uzoru na stvarni svijet (motiv pokreta i sustav proporcija u skulpturi, iluzije treće dimenzije u slikarstvu i sl.), a u književnosti pojavom prvih karaktera, realističkih likova sukobljenih s bogovima, povijesnim zakonima ili samim sobom (odvajanje kora od glavnog junaka i sl.)
3. status kulturalne i umjetničke riznice za cjelokupnu zapadnu civilizaciju i uloga uzora zapadnoj umjetnosti
4. pojava prvih prepoznatljivih i slavnih umjetnika (Sofoklo, Euripid, Eshil, Fidija, Miron, Poliklet, Katul, Horacije itd.)
5. uspostava govora o umjetnosti, kao svojevrsne kritike, povijesti ili teorije umjetnosti (Platon, Aristotel itd.)
6. pojava i razrada većine dominantnih književnih (ep, lirika, roman, komedija, tragedija, satira, elegija i dr.)i likovnoumjetničkih disciplina, rodova, vrsta (slikarstvo, kiparstvo, arhitektura, reljef, medaljarstvo i dr.)

## Poveznice
- Umjetnost stare Grčke
- Umjetnost starog Rima